# شهرک دانش (قزوین)
شهرک دانش [فرهنگیان] ناحیه منفصل شهری زیر نظر: منطقه چهار شهرداری قزوین در استان قزوین ایران است.
شهرکی تازه تاسیس در نزدیکی مرکز شهر که طبق اصول شهرسازی نوین ساخته شده و رو به گسترش می باشد.
اکثر ساختمان ها آپارتمانی است و شامل فاز یک و فاز دو می باشد.
مهم ترین مزیت آن نوساز بودن ساختمان هاست و چالش بزرگ این مکان نیز زیر ساخت هایی نظیر بیمارستان است.
دارای مدارس ابتدایی و مدرسه متوسطه 
دسترسی آسان به مرکز شهر قزوین 

## جمعیت
از جمعیت دقیق این شهرک اطلاعاتی در دست نیست